# دستگرد (نیک‌شهر)
دستگرد، روستایی در دهستان دستگرد بخش بنت شهرستان نیک‌شهر در استان سیستان و بلوچستان ایران است. این روستا، مرکز دهستان دستگرد است.

## جمعیت
بر پایه سرشماری عمومی نفوس و مسکن در سال ۱۳۹۵، جمعیت این روستا برابر با ۱٬۵۴۷ نفر (۴۱۰ خانوار) بوده است.